# Journée des Barricades (1588)
Pour les articles homonymes, voir Journée des barricades.
Guerres de Religion
Batailles
Guerres de Religion en France
Prélude
- Mérindol (1545)
- Amboise (1560)
- Colloque de Poissy (1561)

Première guerre de Religion (1562-1563)
- Édit de Saint-Germain (1562)
- Massacre de Wassy (1562)
- Toulouse (1562)
- Vergt (1562)
- Rouen (1562)
- Dreux (1562)
- Orléans (1563)
- Paix d'Amboise (1563)

Deuxième guerre de Religion (1567-1568)
- Surprise de Meaux (1567)
- Michelade (1567)
- Saint-Denis (1567)
- Chartres (1568)
- Paix de Longjumeau (1568)

Troisième guerre de Religion (1568-1570)
- Jarnac (1569)
- La Roche-l'Abeille (1569)
- Poitiers (1569)
- Orthez (1569)
- Montcontour (1569)
- Saint-Jean-d'Angély (1569)
- Arnay-le-Duc (1570)
- Rabastens (1570)
- Paix de Saint-Germain-en-Laye (1570)

Quatrième guerre de Religion (1572-1573)
- Saint-Barthélemy (1572)
- Sancerre (1572-1573)
- Sommières (1573)
- La Rochelle (1573)

Cinquième guerre de Religion (1574-1576)
- Dormans (1575)
- Édit de Beaulieu (1576)

Sixième guerre de Religion (1577)
- Paix de Bergerac (1577)
- Édit de Poitiers (1577)

Septième guerre de Religion (1579-1580)
- Traité de Nérac (1579)
- Paix du Fleix (1580)

Huitième guerre de Religion (1585-1598) 
Guerre des Trois Henri

- Traité de Joinville (1584)
- Édit de Nemours (1585)
- Jarrie (1587)
- Coutras (1587)
- Vimory (1587)
- Auneau (1587)
- Journée des Barricades (1588)
- Arques (1589)
- Ivry (1590)
- Paris (1590)
- Journée des Farines (1591)
- Chartes (1591)
- Poncharra (1591)
- Châtillon (1591)
- Rouen (1591-1592)
- Craon (1592)
- Port-Ringeard (1593)
- Fort Crozon (1594)
- Fontaine-Française (1595)
- Doullens (1595)
- Amiens (1597)
- Édit de Nantes (1598)

Rébellions huguenotes (1621-1629)
- Saumur (1621)
- Saint-Jean-d'Angély (1621)
- La Rochelle (1621)
- Montauban (1621)
- Riez (1622)
- Royan (1622)
- Sainte-Foy (1622)
- Nègrepelisse (1622)
- Saint-Antonin (1622)
- Montpellier (1622)
- Saint-Martin-de-Ré (1622)
- Traité de Montpellier (1622)
- Blavet (1625)
- Île de Ré (1625)
- Traité de Paris (1626)
- Saint-Martin-de-Ré (1627)
- La Rochelle (1627-1628)
- Privas (1629)
- Alès (1629)
- Montauban (1629)
- Paix d'Alès (1629)

Révocation de l'édit de Nantes (1685)
La journée des Barricades désigne le soulèvement populaire qui éclate à Paris le 12 mai 1588, durant la huitième guerre de Religion. Ce soulèvement est mené par le « Conseil des Seize » ainsi que par le duc de Guise.

## Cause
Ce soulèvement a pour cause principale l’animosité du peuple à l’égard du roi Henri III, soupçonné de vouloir désigner comme successeur Henri de Navarre (futur Henri IV), un protestant. Dès lors, le peuple de Paris se range derrière le duc de Guise, chef de la Sainte Ligue. Celui-ci est en effet, malgré l’interdiction royale, revenu à Paris. Dès lors, méfiant et craignant pour sa vie, Henri III fait venir dans la capitale plusieurs bataillons des régiments de Gardes suisses et de Gardes françaises. Le roi ayant violé un privilège qui veut qu'aucune troupe étrangère n'ait le droit de séjourner à Paris, et les Parisiens craignant de voir les chefs catholiques arrêtés, les esprits s'échauffent.

## Soulèvement

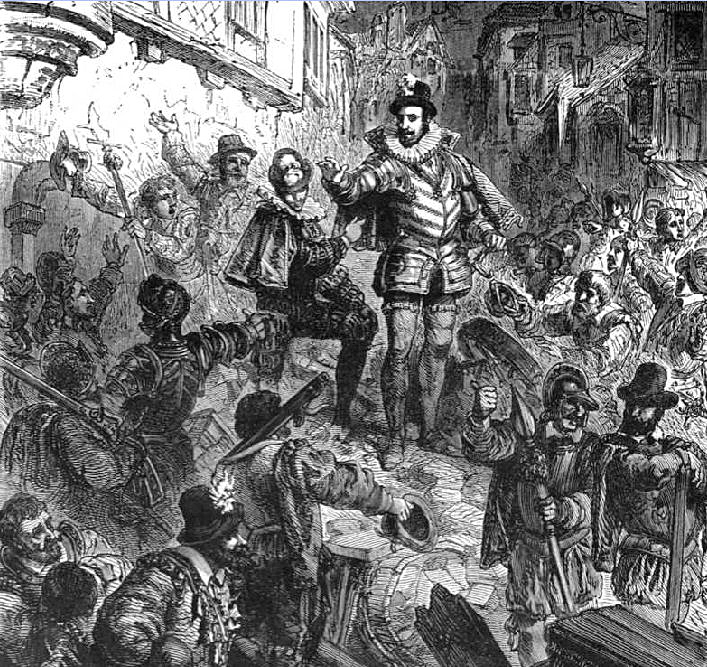
Le duc Henri de Guise lors de la journée des Barricades, illustration de Paul Lehugeur, XIXe siècle.

Le 9 mai 1588, malgré la défense du roi, Henri duc de Guise qui était parti à Soissons arrive à Paris, se rend au Louvre et passe au milieu des compagnies des Gardes françaises. Le résultat de cette entrevue du roi avec le duc de Guise fut peu favorable à la paix, car le matin du 12 mai, on vit François d'O faire entrer par la porte Saint-Honoré les Gardes Françaises et le régiment suisse de Galatti.

« Il y avoit neuf enseignes françoises et quatorze suisses. Elles marchèrent d'abord sans bruit au cimetière des Innocents. Ce fut en cet endroit qu'elles reçurent les ordres du roi. Bientôt après elles firent battre leurs tambours et retentir leurs fiffres, ce qui mit l'alarme dans toute la ville. Le maréchal de Biron et Crillon conduisirent au Marché-Neuf deux compagnies françoises et trois suisses. Le Petit-Pont fut occupé par une de ces compagnies suisses. Les deux compagnies françoises, celles de Du Guast et de Mallivault s'emparèrent du pont Saint-Michel. Six compagnies, savoir : deux françoises et quatre suisses, conduites par François d'O, se saisirent de la place de Grève ; les autres compagnies aux ordres du capitaine Bonouvrier de Saintonge restèrent au cimetière des Innocents. Deux compagnies françoises qui étoient de service à la cour gardoient la porte du Louvre du côté de la rue Saint-Thomas. Pendant tout ce jour, il n'y eut que la porte Saint-Honoré qui fut ouverte, étant gardée par une compagnie françoise. »

Au bruit des tambours, les Parisiens s'alarment, ferment leurs boutiques et courent aux armes. Le peuple s'assemble en tumulte dans les faubourgs Saint-Antoine et Saint-Marcel. La présence des Suisses excite surtout la colère et devient le prétexte de la révolte. Vers le milieu du jour, sur l'avis des préparatifs qui se faisaient rue Saint-Antoine à l'hôtel de Guise et sur la place Maubert, le roi dépêche l'ordre à d'O et à Crillon d'occuper ces points, mais il n'était plus temps. Urbain de Laval Guy de Laval-Bois-Dauphin avec les écoliers et les bateliers de Saint-Jean-en-Grève s'était emparé de la place Maubert. On avait tendu les chaînes à travers les rues et fermé les avenues avec de grosses pièces de bois et des tonneaux remplis de fumier et de terre. Crillon, repoussé de ce côté, veut rétrograder et se frayer un passage le long de la rive gauche de la Seine ; le chemin lui est barré par Charles duc de Brissac à la tête des habitants du faubourg Saint-Germain. Les Gardes restent engagés entre les ponts sans pouvoir faire un mouvement ; l'émeute est triomphante. Le duc de Guise, voyant alors les choses au point où il les voulait, sort de son hôtel à cheval, une simple baguette à la main, calme comme par magie la sédition et fait reconduire les Gardes au Louvre par le comte de Brissac, mais à rangs rompus, la tête nue et les armes renversées. Telle fut la journée du 12 mai 1588, dite la journée des barricades.
C'était la première fois dans son histoire que la ville de Paris érigeait ainsi des barricades, d'où le nom de journée dite des Barricades (du mot « barrique », principal objet utilisé pour les constituer). Le président du Parlement de Paris, Achille Ier de Harlay, s'oppose en vain au duc de Guise. La journée se termine par la mort d’une soixantaine de soldats et la victoire du duc de Guise qui prend possession de Paris. Elle valut aux Parisiens sept années d'affreuse misère.

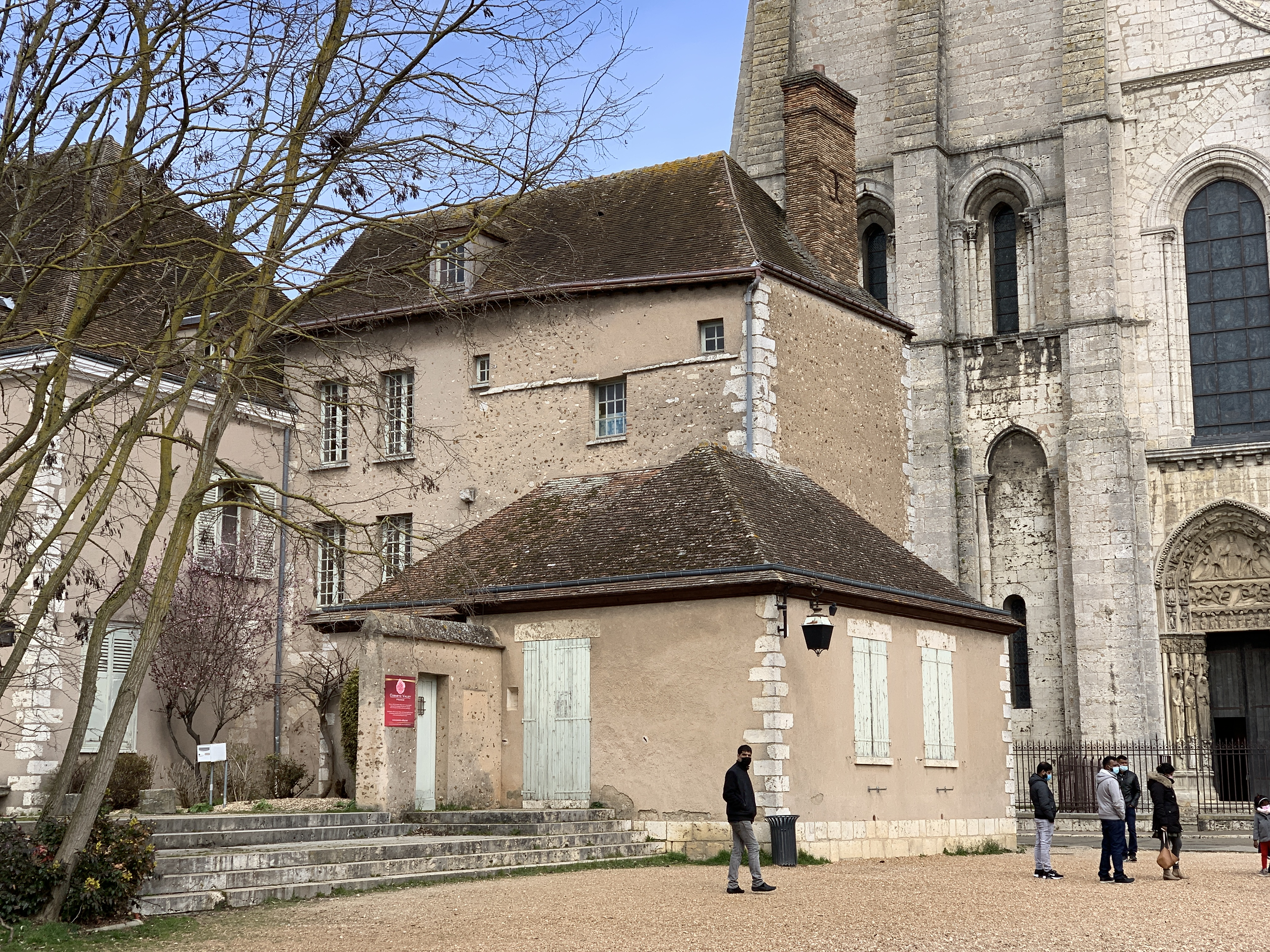
Maison, 7 rue du Cloître Notre-Dame de Chartres.

Le roi Henri III sortit secrètement de sa capitale le lendemain 13 mai, pour n'y plus rentrer. Il quitta la ville par la porte Neuve, passa la Seine à Saint-Cloud, coucha à Rambouillet et se rendit le lendemain à Chartres, 7, rue du cloître Notre-Dame.
Les Gardes françaises couchèrent le même soir à Trappes et rejoignirent le roi le 15. Henri III, après avoir erré quelque temps de ville en ville dans la Normandie, se rendit au mois de septembre au château de Blois pour y tenir les États généraux.
Dès lors en position de force, Henri de Guise en profite pour faire signer l’édit d'Union à Henri III (par lequel ce dernier s'engage à ne jamais conclure « aucune paix ou trêve avec les hérétiques ») et se faire nommer lieutenant général du royaume.